# Liste der Straßen in Hainsberg (Freital)

Lage von Hainsberg in Freital

Die Liste der Straßen in Hainsberg enthält alle benannten Straßen des Stadtteils Hainsberg der Großen Kreisstadt Freital im Landkreis Sächsische Schweiz-Osterzgebirge.
Im Stadtteil Hainsberg gibt es insgesamt 40 benannte Straßen. Die wichtigsten Verbindungen sind die als Staatsstraßen klassifizierten Verkehrswege Dresdner-/Tharandter Straße und Rabenauer Straße. Nachgeordnete Verkehrsbedeutung kommen der Somsdorfer Straße als Verbindung in den gleichnamigen Stadtteil, der Hainsberger Straße als Verknüpfung der Rabenauer mit der Somsdorfer/Tharandter Straße und der Südstraße als einziger Straßenanbindung der Weinbergsiedlung und dem westlichen Teil des Stadtteils Deuben zu.
Die Regionalverkehr Sächsische Schweiz-Osterzgebirge GmbH betreibt in Hainsberg zehn Bushaltestellen, die von den Omnibussen des Stadtverkehrs Freital sowie von Regionalbuslinien angefahren werden. Wichtigste Verbindung ist hier die Stadtbuslinie 160 vom Deubener Busbahnhof bis an das Freizeitzentrum Hains in Verbindung mit dem Regionalbus 348 in Richtung Rabenau und Dippoldiswalde.

## Legende
Die nachfolgende Tabelle gibt eine Übersicht über die vorhandenen Straßen und Plätze im Stadtteil sowie einige dazugehörige Informationen. Im Einzelnen sind dies:
- Bild: Foto der Straße.
- Name/Lage: Aktuelle Bezeichnung der Straße oder des Platzes sowie unter ‚Lage‘ ein Koordinatenlink, über den die Straße oder der Platz auf verschiedenen Kartendiensten angezeigt werden kann. Die Geoposition gibt dabei ungefähr die Mitte der Straße an.
- Namensherkunft: Ursprung oder Bezug des Namens.
- Anmerkungen: Weitere Informationen bezüglich anliegender Institutionen, der Geschichte der Straße, historischer Bezeichnungen, Kulturdenkmalen usw.

## Straßenverzeichnis
| Bild   | Name/Lage                     | Namensherkunft                                                                | Anmerkungen |
| ------ | ----------------------------- | ----------------------------------------------------------------------------- | --- |
|        | Am Anger (Karte)              |                                                                               | |
|        | Am Bäckerberg (Karte)         | Erhebung namens Bäckerberg                                                    | In Stadtplänen aus den 1920er Jahren ist der Straßenname „Nordstraße“ vermerkt. |
|        | Am Kirschberg (Karte)         | Erhebung namens Kirschberg                                                    | |
| Bilder | An der Kleinbahn (Karte)      | Weißeritztalbahn, Schmalspurbahn (Kleinbahn) zwischen Hainsberg und Kipsdorf. | Mehrere denkmalgeschützte Arbeiterwohnhäuser und das Fabrikgebäude (heutiger Weißeritz-Park) der ehemaligen Coßmannsdorfer Buntgarnwerke befinden sich an dieser Straße. Kurz vor dem Beginn des Rabenauer Grundes befindet sich das „Hains“-Freizeitzentrum. |
| Bilder | An der Spinnerei (Karte)      | ehemalige Buntgarnwerke Coßmannsdorf                                          | Früher war die Straße nach Franz Dietel, dem Gründer der heute namensgebenden Spinnerei, benannt. |
|        | Anemonenstraße (Karte)        | Anemonen, Pflanzengattung in der Familie der Hahnenfußgewächse                | Die Anemonenstraße trug früher den Namen „Bismarckstraße“. |
| Bilder | Auf der Scheibe (Karte)       |                                                                               | Diese Straße erschließt ein zu DDR-Zeiten errichtetes Neubaugebiet in Plattenbauweise. |
|        | Berglehne (Karte)             | Hanglage der Straße (Leite, Lehne)                                            | |
| Bilder | Dresdner Straße (Karte)       | Dresden, Landeshauptstadt Sachsens                                            | Die Dresdner Straße ist als Staatsstraße 194 ausgewiesen. An der Straße befindet sich die Papierfabrik Hainsberg mitsamt einiger Verwaltungsgebäude und Fabrikantenvillen, die unter Denkmalschutz stehen. Von der Dresdner Straße aus ist der Zugang zum Empfangsgebäude des Bahnhofs möglich. |
|        | Freier Blick (Karte)          |                                                                               | Die im Schweizerstil errichtete Villa Nr. 15 ist baugeschichtlich bedeutend für den Stadtteil. |
|        | Grüner Weg (Karte)            |                                                                               | |
| Bilder | Güterbahnhofstraße (Karte)    | Güterbahnhof Hainsberg                                                        | Auf Hainsberger Flur ist die Güterbahnhofstraße nicht für den Individualverkehr freigegeben. |
| Bilder | Hainsberger Straße (Karte)    | Hainsberg, Stadtteil der Großen Kreisstadt Freital                            | Die Straße liegt in der Gemarkung Coßmannsdorf, das erst seit 1933 zu Hainsberg gehört. Daher ergibt sich der Umstand, dass die Straße nach dem Stadtteil benannt ist, in dem sie sich selbst befindet. Während der Zeit des Nationalsozialismus war sie nach Horst Wessel benannt. Das ehemalige Rathaus Coßmannsdorf trägt die Hausnummer 1 und ist heute Sitz mehrerer städtischer Betriebe. |
|        | Hirschbergstraße (Karte)      | Erhebung namens Hirschberg                                                    | Der erste Teil der Straße zwischen Süd- und Weinbergstraße war in Stadtplänen aus den 1920er Jahren als „Bergstraße“ eingezeichnet. Die Siedlungen im oberen Verlauf der Straße existierten damals noch nicht. |
|        | Hohe Lehne (Karte)            | Hanglage der Straße (Lehne)                                                   | Früher trug sie den Namen „Hohe Straße“, später „Hindenburgstraße“. |
|        | In der Delle (Karte)          |                                                                               | |
| Bilder | Kirchstraße (Karte)           | Hoffnungskirche Hainsberg                                                     | Während der NS-Zeit trug sie zu Ehren Albert Leo Schlageters den Namen „Schlageterstraße“. An der Kirchstraße befindet sich das Johannes-May-Stadion samt einer Gedenkstätte für den im Krieg verschollenen Sportler. |
| Bilder | Leitenweg (Karte)             | Hanglage der Straße (Leite)                                                   | Der Leitenweg verläuft entlang des Heilsberger Parks und schließt auch die am Rande gelegene Engländerei an die Somsdorfer Straße an. |
| Bilder | Oberhausener Straße (Karte)   | Oberhausen, Stadt in Nordrhein-Westfalen und Partnerstadt Freitals            | Früher wurde diese Straße „Kirchweg“ genannt. Zu DDR-Zeiten wurde sie nach Süden und hin zum Vorholzbach verlängert und mit Wohnblocks bebaut. |
| Bilder | Obernaundorfer Straße (Karte) | Obernaundorf, Ortsteil der Stadt Rabenau                                      | |
|        | Opitzer Weg (Karte)           | Großopitz, Ortsteil der Stadt Tharandt                                        | |
|        | Paul-Ehrlich-Straße (Karte)   | Paul Ehrlich (1854–1915), deutscher Arzt und Forscher                         | Die Paul-Ehrlich-Straße erschließt eine in den 1990er Jahren erbaute Mehrfamilienhaussiedlung. |
| Bilder | Rabenauer Fußweg (Karte)      | Rabenau, Stadt im Landkreis Sächsische Schweiz-Osterzgebirge                  | Die Hausnummer 2, die Rollmopsschänke, ist ein überwiegend in Fachwerk errichtetes Gasthaus mit Wurzeln bis in das 17. Jahrhundert. |
| Bilder | Rabenauer Straße (Karte)      | Rabenau, Stadt im Landkreis Sächsische Schweiz-Osterzgebirge                  | Die Rabenauer Straße ist eine Staatsstraße mit der Nummer 193. Von 1912 bis 1974 wurde die Rabenauer Straße zwischen der Weißeritzbrücke und etwa der Kirchstraße von der Plauenschen Grundbahn befahren. Im Gebäude der ehemaligen Mehnertmühle befindet sich heute eine private Oberschule. |
|        | Richard-Wolf-Straße (Karte)   | Richard Wolf (1871–1947), deutscher Unternehmer                               | Die Straße, an der die Hainsberger Grund- und Oberschule liegt, wurde am 1. März 2006 nach Wolf benannt, der von 1910 bis 1935 Geschäftsführer der Coßmannsdorfer Spinnerei war. Zuvor hieß die Straße schlicht „An der Schule“. und in den 1930er Jahren „Schulstraße“. |
| Bilder | Somsdorfer Straße (Karte)     | Somsdorf, Stadtteil von Freital                                               | An der Somsdorfer Straße befindet sich der Zugang zum Haltepunkt Freital-Hainsberg-West an der Bahnstrecke Dresden–Werdau. Die denkmalgeschützte Villa Somsdorfer Straße 1a befand sich früher im Besitz des Spinnereiinhabers Wolf. Nach Sanierung und Anbauten in den 2000er Jahren wird der gesamte Komplex als Altenpflegeheim genutzt. Gegenüber befindet sich in einer weiteren Villa die „Schule im Park“ für geistig Behinderte. Außerdem liegt die Hainsberger Walzenmühle an der Straße. |
|        | Sonnenhöhe (Karte)            |                                                                               | |
| Bilder | Südstraße (Karte)             |                                                                               | Planungen sehen den teilweisen Ausbau der Südstraße und des Kreuzungsbereiches Süd-/Tharandter Straße im Zuge der Fertigstellung der Freitaler Umgehungsstraße vor. Früher trug sie in Hainsberg den Namen „Römerstraße“. |
|        | Talblick (Karte)              | Blick in die Täler der Weißeritz                                              | |
|        | Taubenleite (Karte)           | Hanglage der Straße (Leite)                                                   | |
| Bilder | Tharandter Straße (Karte)     | Tharandt, Stadt im Landkreis Sächsische Schweiz-Osterzgebirge                 | Als Anschlussstraße der Dresdner Straße ist auch die Tharandter Straße als Staatsstraße 194 in Verantwortung des Landes Sachsen. Sie verläuft direkt unterhalb der Backofenfelsen genannten Formation. |
|        | Tulpenstraße (Karte)          | Tulpen, Pflanzengattung in der Familie der Liliengewächse                     | Ein früherer Straßenname war „Krug-von-Nidda-Straße“. |
|        | Turnergäßchen (Karte)         |                                                                               | |
|        | Veilchenweg (Karte)           | Veilchen, Pflanzengattung in der Familie der Veilchengewächse                 | Auf einem Stadtplan von 1938 ist die Verbindung als „Oststraße“ eingetragen. |
|        | Weinbergstraße (Karte)        | ehemaliger Weinberg                                                           | Ehemals begann die Straße an der Südstraße (Römerstraße) und hieß nur „Bergstraße“. Sie wurde erst später nach Westen hin verlängert. |
| Bilder | Weißeritzgäßchen (Karte)      | Rote Weißeritz, Quellfluss der Vereinigten Weißeritz                          | Durch das Weißeritzgäßchen verkehrte von 1961 bis 1974 die Plauensche Grundbahn (Straßenbahn). |
|        | Windbergblick (Karte)         | Sichtmöglichkeit zum Windberg                                                 | |
|        | Zu den Kleingärten (Karte)    | Kleingartenanlagen, die durch diese Straße erschlossen werden                 | Ein früherer Name dieser Straße war „Gartenstraße“. |
|        | Zum Güterbahnhof (Karte)      | Güterbahnhof Hainsberg                                                        | |
|        | Zur Gartensiedlung (Karte)    | Kleingartenanlage am Ende der Straße                                          | Sie trug früher den Namen „Grenzstraße“, da sie parallel zur bis 1964 bestehenden Grenze zwischen der Stadt Freital und der Gemeinde Hainsberg verlief. |